# Vlahovin svjedok
Vlahovin svjedok je jedanaesti album hrvatskog glazbenog sastava "Vatrogasci".

## Popis pjesama
1. U marini
2. Slatka malena
3. Sreće nije bez birtije
4. Eunija
5. Jednorog
6. Koliko puta si ćinila to
7. Mauntajn rouz from Masakjusex
8. Bilo bi dobro
9. Sredio sam se